# Bahnhof Gifu-Hashima
Der Bahnhof Gifu-Hashima (jap. 岐阜羽島駅, Gifu-Hashima-eki) ist ein Bahnhof auf der japanischen Insel Honshū, der von der Bahngesellschaft JR Central betrieben wird. Er befindet sich in der Präfektur Gifu auf dem Gebiet der Stadt Hashima und dient in erster Linie dazu, die Präfekturhauptstadt Gifu an das Netz der Shinkansen-Hochgeschwindigkeitszüge anzubinden.

## Verbindungen
Gifu-Hashima ist ein Zwischenbahnhof an der Tōkaidō-Shinkansen, der bedeutendsten Schnellfahrstrecke des Landes, die Tokio mit Nagoya und Osaka verbindet. Üblicherweise wird der Bahnhof in beiden Richtungen stündlich jeweils von einem Hikari- und einem Kodama-Zug bedient, was einen angenäherten Halbstundentakt ergibt; Nozomi-Züge halten hier hingegen nicht. Um zum benachbarten Bahnhof Shin-Hashima zu gelangen, muss eine Straße überquert werden. Von dort aus fahren Nahverkehrszüge der Bahngesellschaft Meitetsu auf der Meitetsu Hashima-Linie und der daran anschließenden Meitetsu Takehana-Linie. Auf dem gemeinsamen Vorplatz hält je eine Buslinie der Gesellschaften Meihankintetsu Bus und Kaizu City Community Bus.

## Anlage
Der Bahnhof steht an der Grenze zwischen den Stadtteilen Fukujochō-Asahira im Norden, Funabashichō im Osten und Fukujuchō-Hirakata im Süden, parallel zum Bahnhof Shin-Hashima. Die Umgebung ist von einer ausgedehnten Gewerbezone geprägt. Die auf einem Viadukt befindliche Anlage ist von Südosten nach Nordwesten ausgerichtet und umfasst sechs Gleise. Dabei liegen die beiden äußeren Gleispaare jeweils an einem überdachten Mittelbahnsteig, während auf den mittleren Gleisen Züge ohne Halt durchfahren. Treppen, Rolltreppen und Aufzüge stellen die Verbindung zur ebenerdigen Verteilerebene her, die sowohl von der Nord- als auch der Südseite her zugänglich ist.
Mit zwei Haupt- und vier Nebengleisen ist Gifu-Hashima der größte Zwischenbahnhof an der Tōkaidō-Shinkansen. Er wurde errichtet, um auf die im Winter häufig auftretenden starken Schneefälle in der Nähe von Sekigahara in Richtung Kyōto vorbereitet zu sein und um mehr Züge abstellen zu können, wenn der Betrieb deswegen eingestellt werden muss. Hauptsächlich diesem Zweck dienen die Gleise 0 und 3; sie werden aber auch außerhalb des Winters ständig in Betrieb gehalten und für Notfälle genutzt.
Im Fiskaljahr 2019 nutzten durchschnittlich 2794 Fahrgäste täglich den Bahnhof.

## Bilder

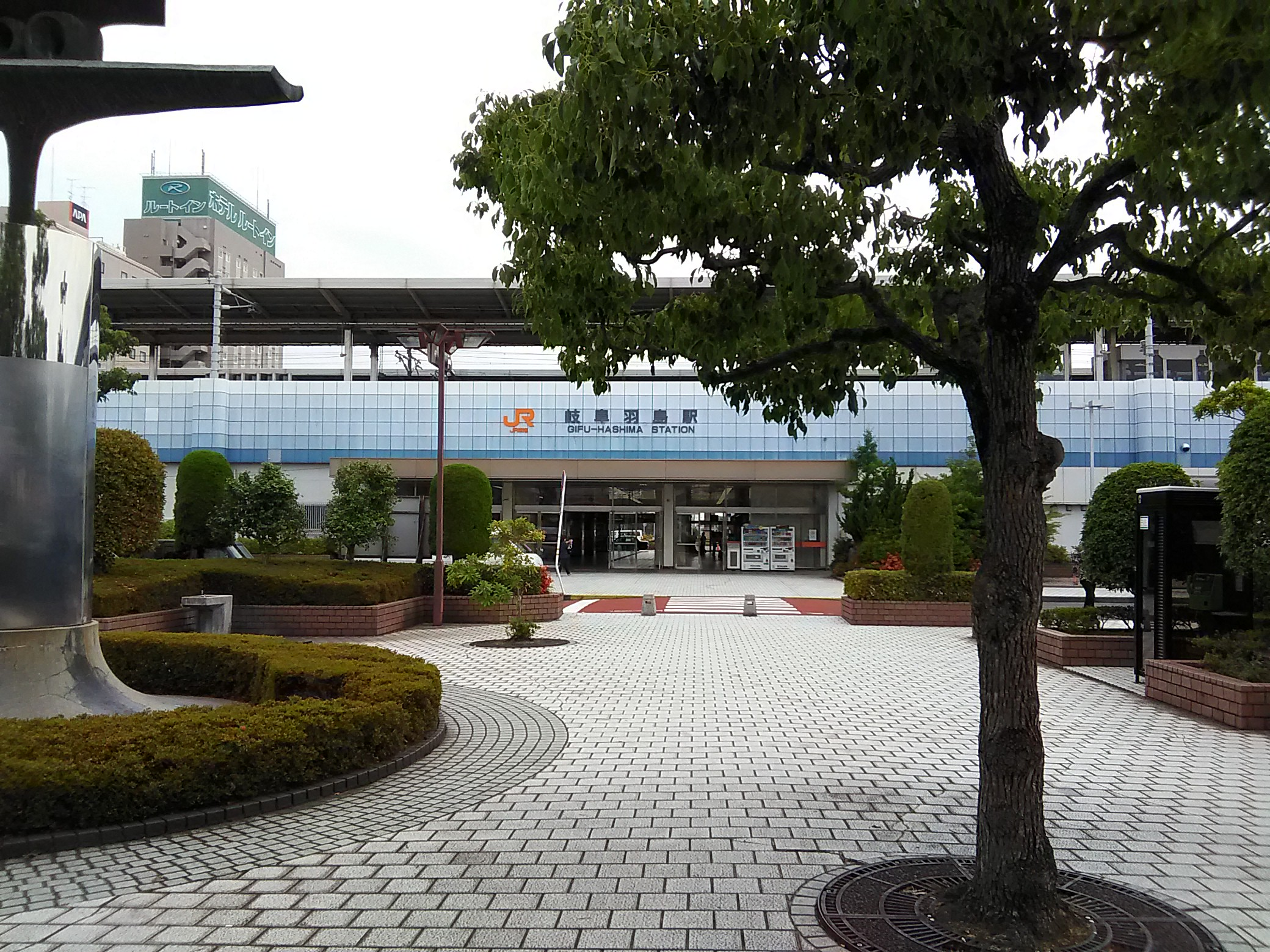
Südeingang
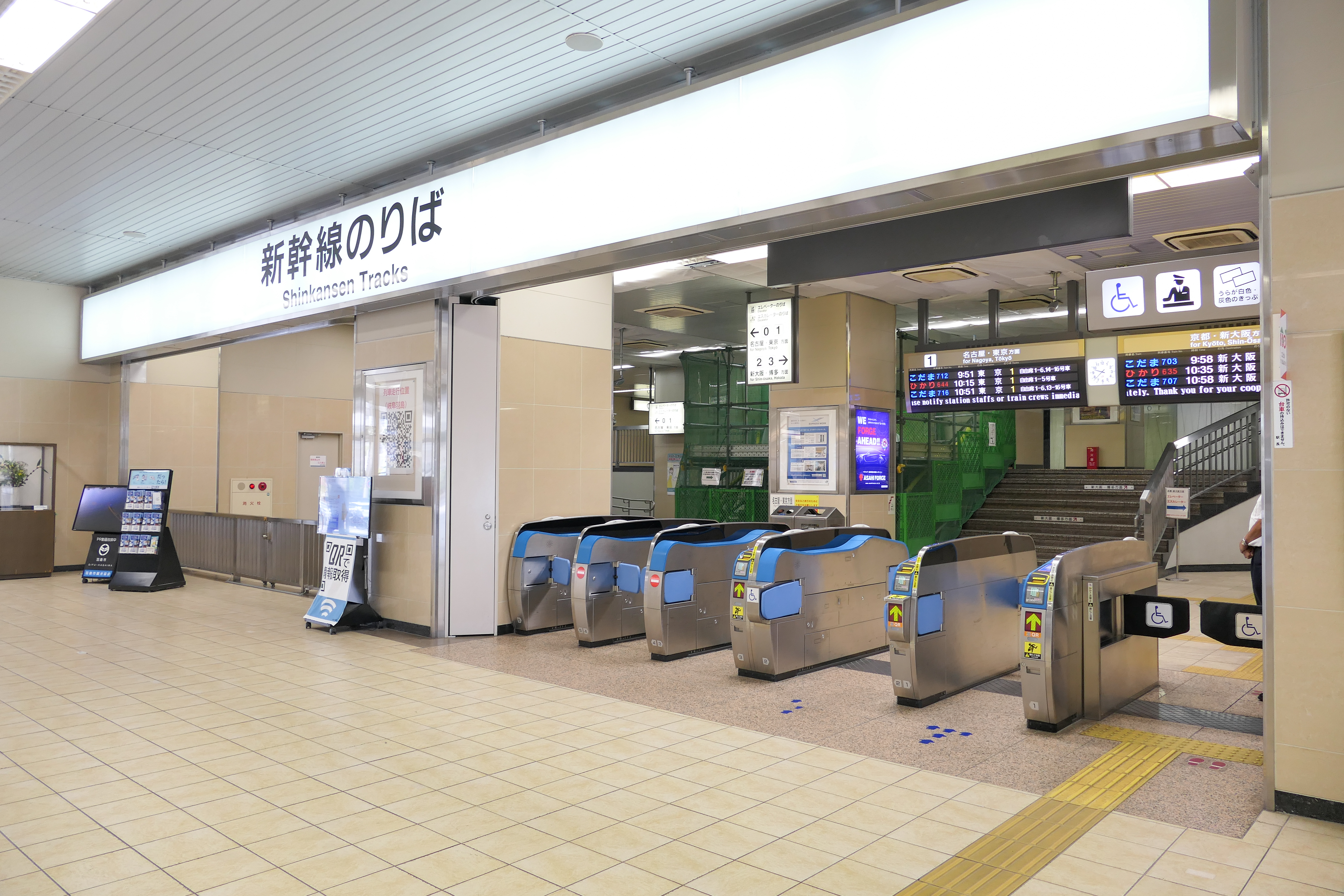
Bahnsteigsperren
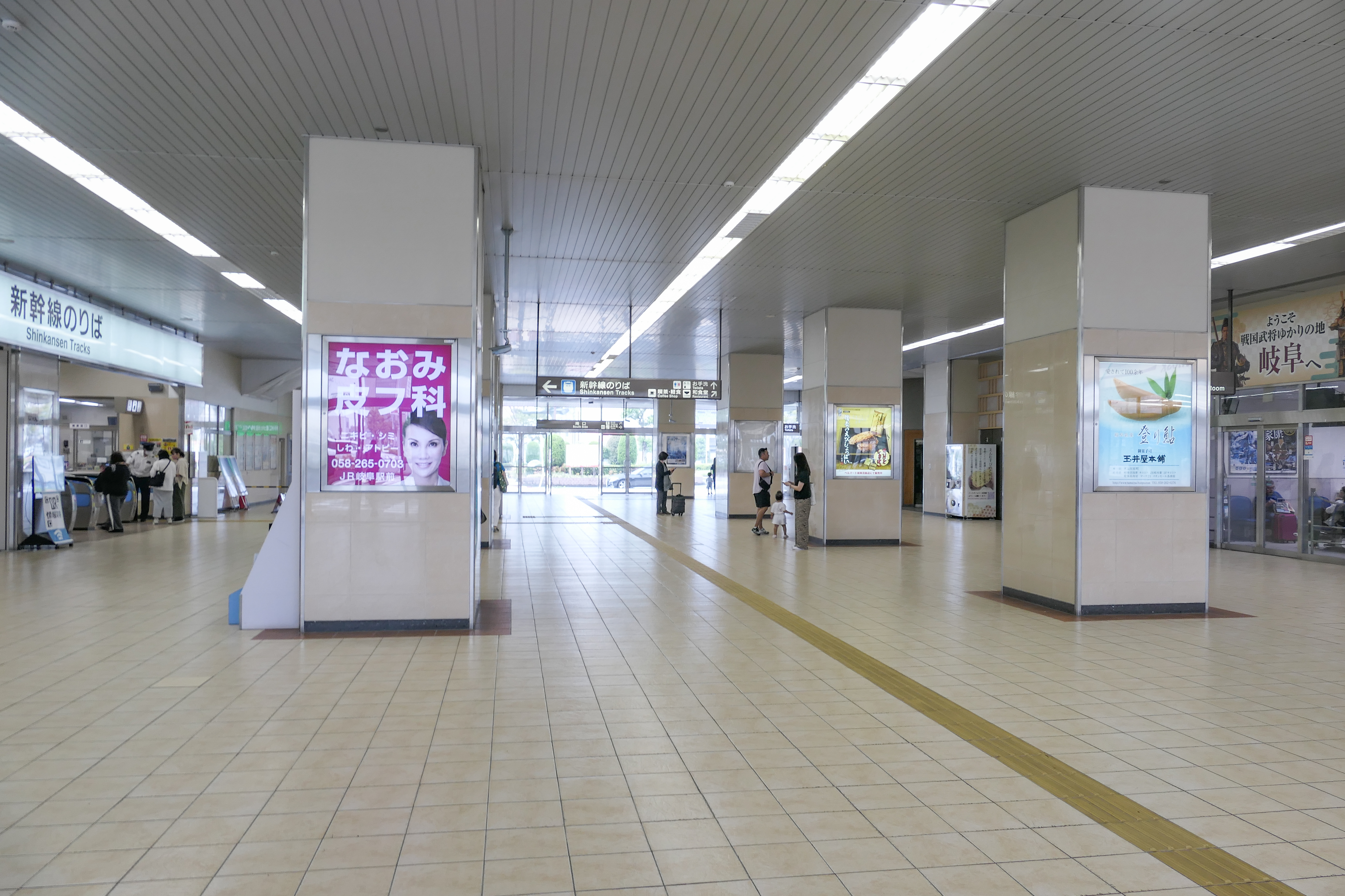
Verteilerebene
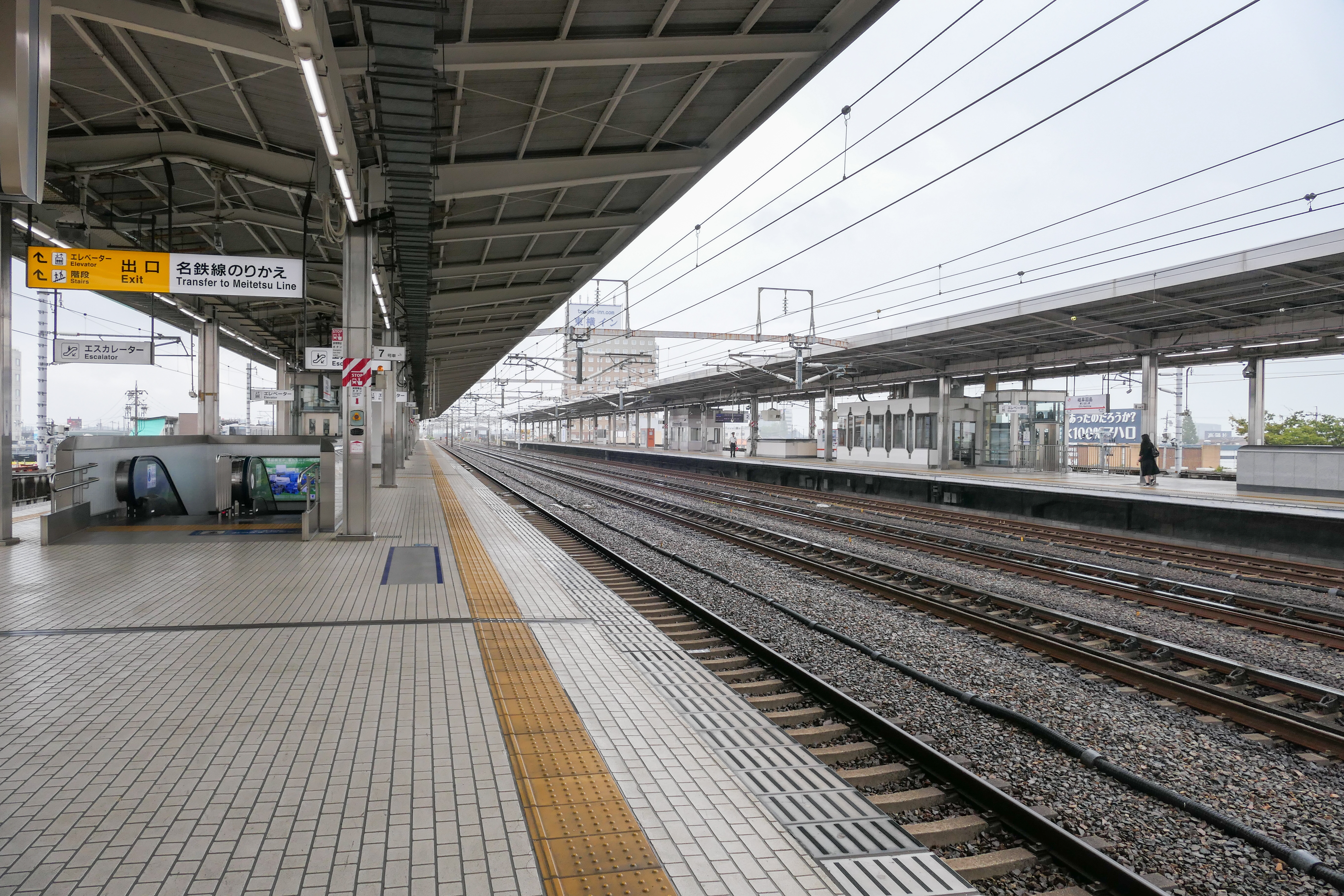
Bahnsteige
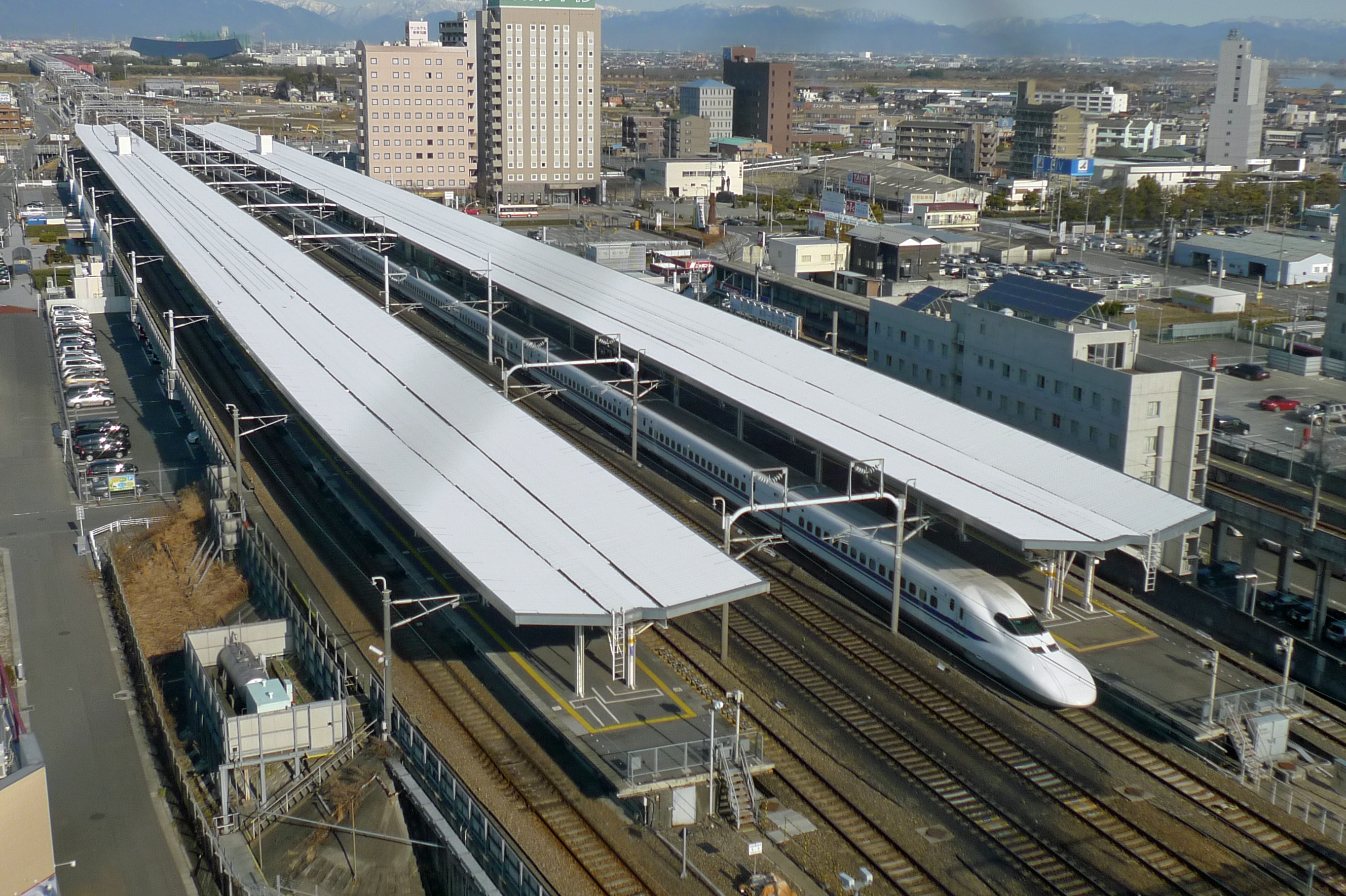
Panorama-Ansicht
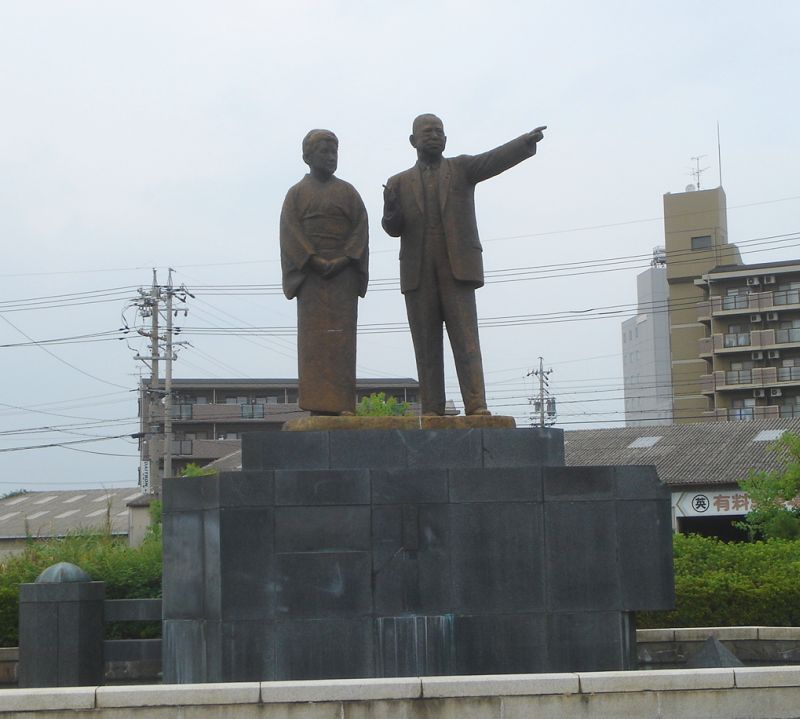
Statue von Ōno Banboku, Unterhausabgeordneter aus Gifu, und seiner Frau vor dem Bahnhof
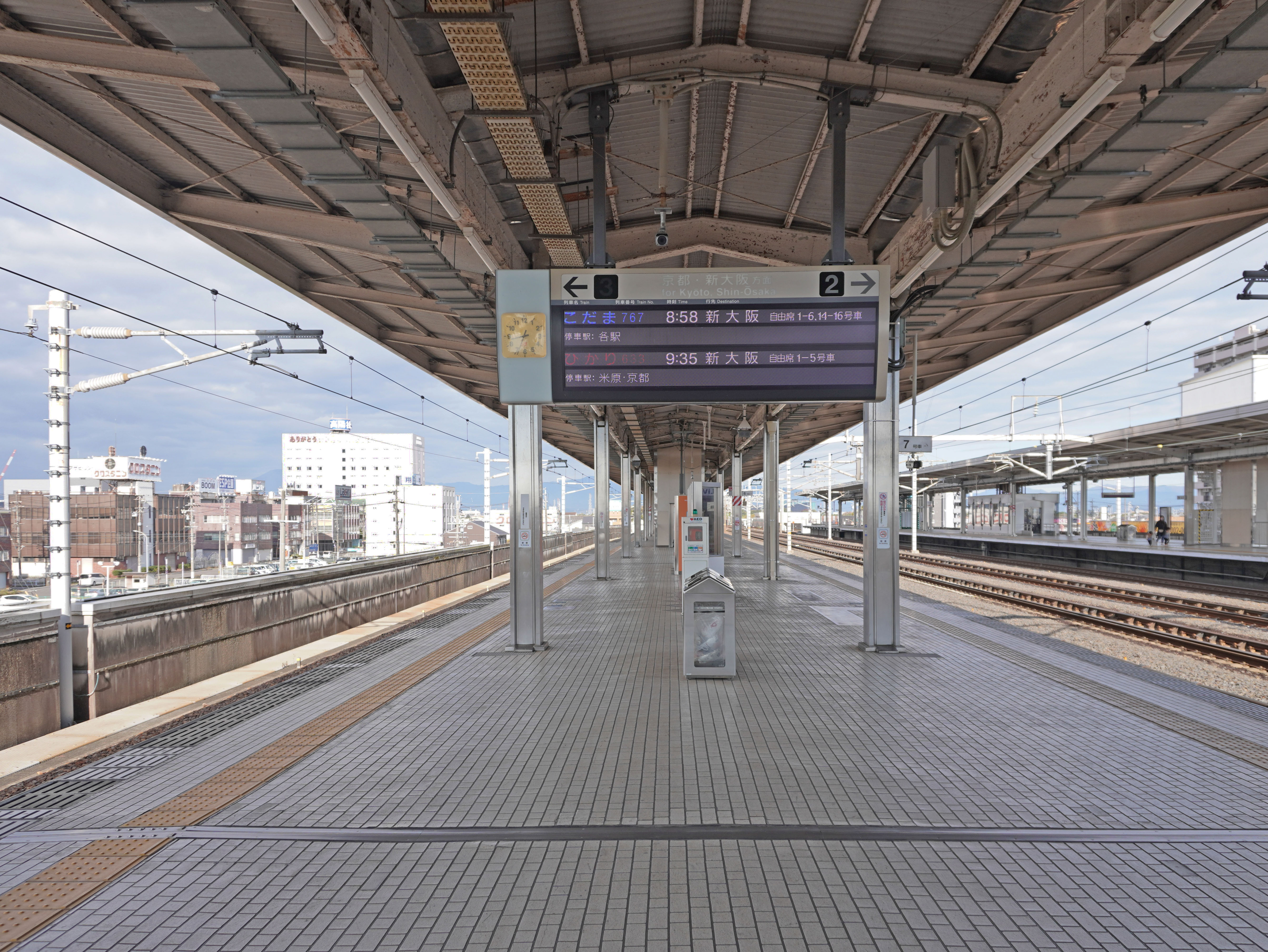
Plattformen 2 und 3 (November 2022)

Gleisplan

## Gleise
| 0/1 | ▉ Tōkaidō-Shinkansen | Nagoya • Hamamatsu • Shizuoka • Shin-Yokohama • Tokio |
| 2/3 | ▉ Tōkaidō-Shinkansen | Kyōto • Shin-Osaka                                    |

## Linien
| Verlauf der Tōkaidō-Shinkansen |
| --- |
| Tokyo • Shinagawa • Shin-Yokohama • Odawara • Atami • Mishima • Shin-Fuji • Shizuoka • Kakegawa • Hamamatsu • Toyohashi • Mikawa-Anjō • Nagoya • Gifu-Hashima • Maibara • Kyōto • Shin-Osaka |

## Geschichte

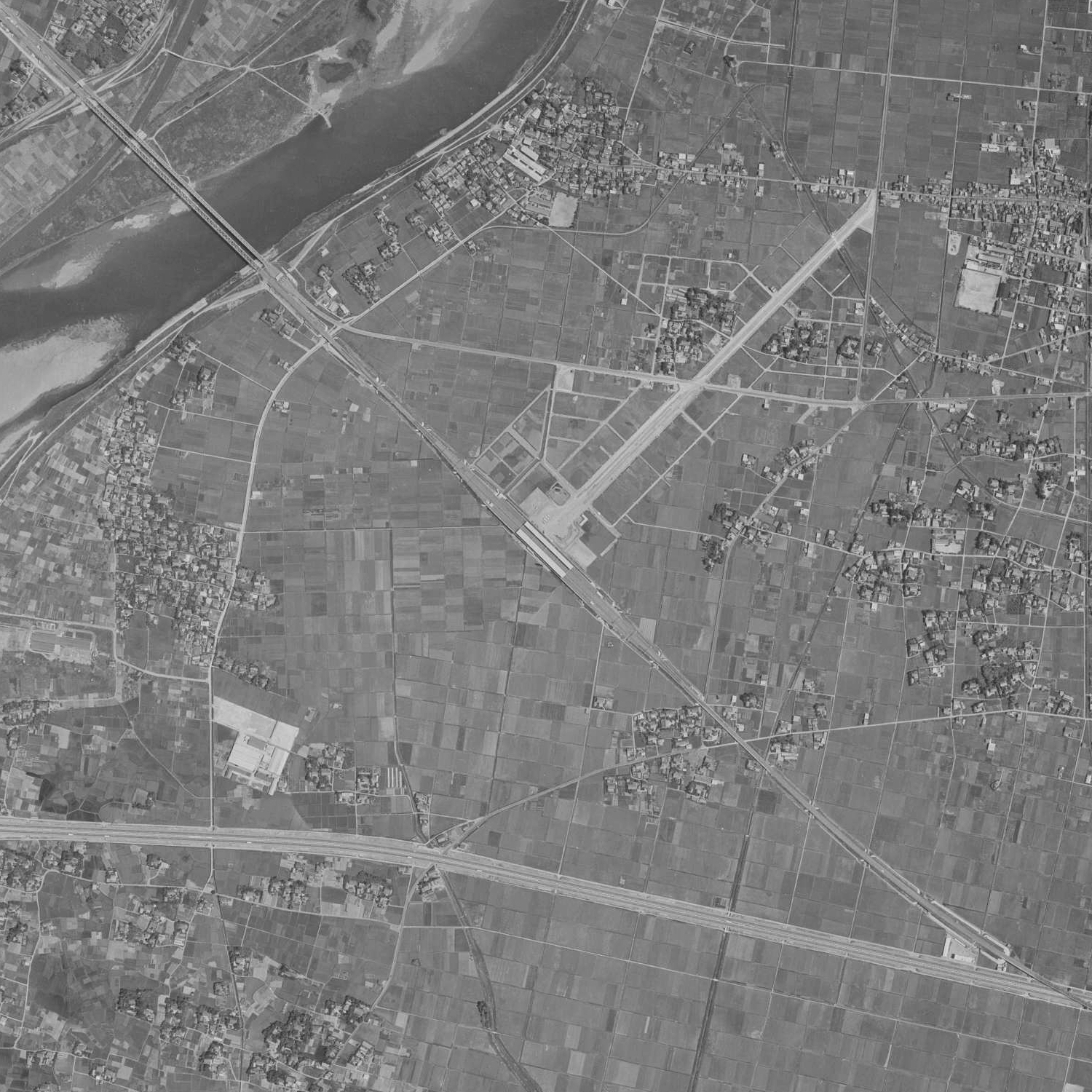
Luftansicht von 1965

Die Planer der Tōkaidō-Shinkansen bevorzugten westlich von Nagoya ursprünglich eine Streckenführung entlang der alten Tōkaidō-Straße, rechneten aber bei der Querung des Suzuka-Gebirges mit erheblichen technischen und finanziellen Schwierigkeiten, vor allem bezüglich des Tunnelbaus. Um eine Anbindung der Region Hokuriku zu ermöglichen und andererseits die 1958 von der Hauptstrecken-Studienkommission der Japanischen Staatsbahn geschätzte Bauzeit von „ungefähr fünf Jahren“ einzuhalten, beschlossen sie, die Schnellfahrstrecke stattdessen weiter nördlich über Sekigahara zu führen.
Daraus ergab sich die Notwendigkeit eines Bahnhofs in der Präfektur Gifu, doch eine Streckenführung über die Stadt Gifu selbst hätte einen zu langen Umweg erfordert. Daraufhin verhandelte der lokale Politiker Ōno Banboku im Auftrag der Präfekturverwaltung mit der Staatsbahn. Die Verhandlungen waren zunächst geheim, denn es sollte später der Eindruck erweckt werden, dass der Standort in Hashima das Ergebnis eines hart errungenen Kompromisses sei. Bei der Bekanntgabe der Entscheidung wurde Kritik laut, dass Gifu-Hashima in erster Linie ein „Politikerbahnhof“ sei, da er „auf der grünen Wiese“ abseits von Siedlungen lag. Andererseits war ein Bahnhof in dieser Stelle durchaus sinnvoll, denn die Entfernung zwischen Nagoya und Maibara wäre sonst zu groß gewesen. Ebenso konnte dort eine Bereitschaftsbasis für Schneepflüge eingerichtet werden, zumal die Gegend um Sekigahara sehr schneereich ist. Für den 1964 verstorbenen Ōno und seine Frau wurde später vor dem Bahnhof eine Bronzestatue aufgestellt.
Die Eröffnung des Bahnhofs erfolgte am 1. Oktober 1964, zusammen mit der gesamten Tōkaidō-Shinkansen zwischen Tokio und Shin-Osaka. Rund um den Bahnhof entstand ein neuer Stadtteil, der im Wesentlichen durch großflächige Gewerbenutzungen geprägt ist. Lange Zeit plante die Bahngesellschaft Meitetsu eine Einschienenbahn vom Bahnhof Gifu-Hashima ins Stadtzentrum von Gifu. Mehrere Überarbeitungen führten sukzessive zu einer Verkleinerung des Projektumfangs, bis schließlich nur noch eine Anbindung an die bereits bestehende Meitetsu Takehana-Linie übrigblieb. Seit 11. Dezember 1982 führt die Meitetsu Hashima-Linie zum benachbarten Bahnhof Shin-Hashima. In der Praxis ist für die meisten Bewohner Gifus der vom Bahnhof Gifu etwa 20 Bahnminuten entfernte Bahnhof Nagoya jedoch der komfortablere Zustieg zu den Shinkansen-Zügen.